# Clavijo
Clavijo tỉnh và cộng đồng tự trị La Rioja, phía bắc Tây Ban Nha. Đô thị này có diện tích là 19,66 ki-lô-mét vuông, dân số năm 2009 là 280 người với mật độ 14,24 người/km². Đô thị này có cự ly 16 km so với Logroño.